# 冷真亮羽水蚤
冷真亮羽水蚤（学名：Euaugaptilus rigidus）为亮羽水蚤科真亮羽水蚤屬下的一个种。